# Into The Abyss
Into The Abyss es un álbum lanzado por la banda Hypocrisy. También fue publicada una versión en Digipak. La versión japonesa del álbum contiene una versión demo de la canción Roswell 47.

## Lista de canciones
| N.º | Canción                                | Duración |
| --- | -------------------------------------- | -------- |
| 1.  | «Legions Descend»                      | 3:53     |
| 2.  | «Blinded»                              | 4:18     |
| 3.  | «Resurrected»                          | 5:36     |
| 4.  | «Unleash the Beast»                    | 3:29     |
| 5.  | «Digital Prophecy»                     | 3:08     |
| 6.  | «Fire in the Sky»                      | 4:58     |
| 7.  | «Total Eclipse»                        | 3:09     |
| 8.  | «Unfold the Sorrow»                    | 4:28     |
| 9.  | «Sodomized»                            | 3:19     |
| 10. | «Deathrow (No Regrets)»                | 5:46     |
| 11. | «Roswell 47» (Demo) (Bonus para Japón) |          |

## Créditos

### Formación
- Peter Tägtgren − vocal, Guitarra, Teclado
- Lars Szöke − Batería
- Michael Hedlund − Bajo

### Producción
- Producido por Peter Tägtgren
- Coproducido por Lars Szoke
- Grabado y Remixado en el Abyss Studio, abril de 2000
- Masterizado por Peter en el "In De Betou en Cutting Room", Estocolmo, Suecia

### Composición
- Letras por Peter Tägtgren
- Todos los arreglos por Hypocrisy
- Orquesta en la canción "Fire in the Sky" escrita por Peter Tägtgren

- Datos: Q2437216